# Banania
Banania est une marque française de boisson et de produits chocolatés. La marque a été lancée en 1914 par Pierre-François Lardet et appartient à la société Nutrimaine du groupe agroalimentaire Nutrial également propriétaire de Benco. La production de Banania a été délocalisée en Allemagne en 2019.

## Histoire

### Lancement

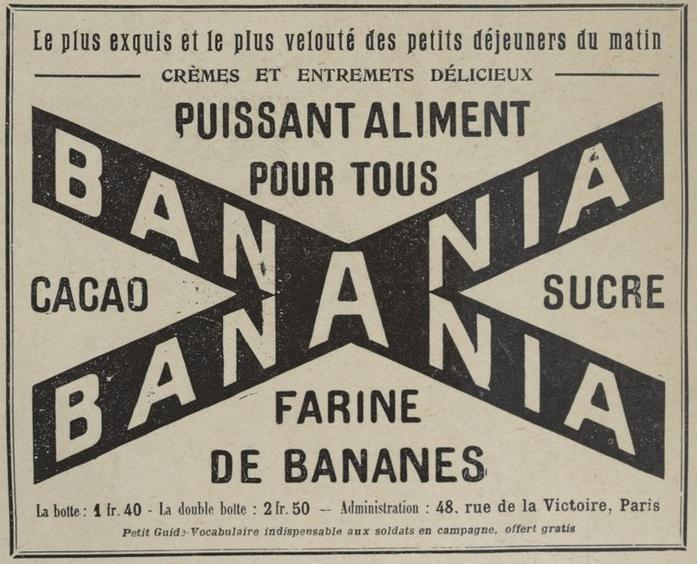
Encart publicitaire paru en 1915 dans le magazine Lectures pour tous distribué sur le front.

Pierre-François Lardet, journaliste et fondateur de l'entreprise, aurait découvert en 1909, au cours d'un voyage dans un village indien au bord du lac Managua au cœur de la forêt du Nicaragua, une boisson préparée par les femmes amérindiennes à base de farine de banane, de cacao, de céréales pilées et de sucre. Trois ans plus tard Pierre Lardet met au point la recette de cette boisson avec l'aide d'un ami pharmacien,. Banania n'est alors qu'un des noms envisagés, avec Bananose, Bana-Cacao, Banarica, Bacao ou Bananette. Cette version de l'histoire est contestée.
La marque Banania, dont le nom est choisi par sa femme Blanche Lardet, est lancée le 31 août 1914. Dès le départ, l'entreprise, qui possède alors son siège à Paris, au 48 rue de la Victoire, met en avant les côtés énergisant et reconstituant du produit. La première publicité, parue en 1914 dans le journal Excelsior, titre ainsi « Banania, suralimentation intensive ». La production débute cette année-là au 4 rue Lambrechts à Courbevoie (cette usine sera détruite en 1975 après son déménagement à Maisons-Laffitte, rue des Cotes). Pierre Lardet est aidé financièrement par la famille Disle dont plusieurs membres furent directeur général de l'usine de Courbevoie.

### Contexte commercial

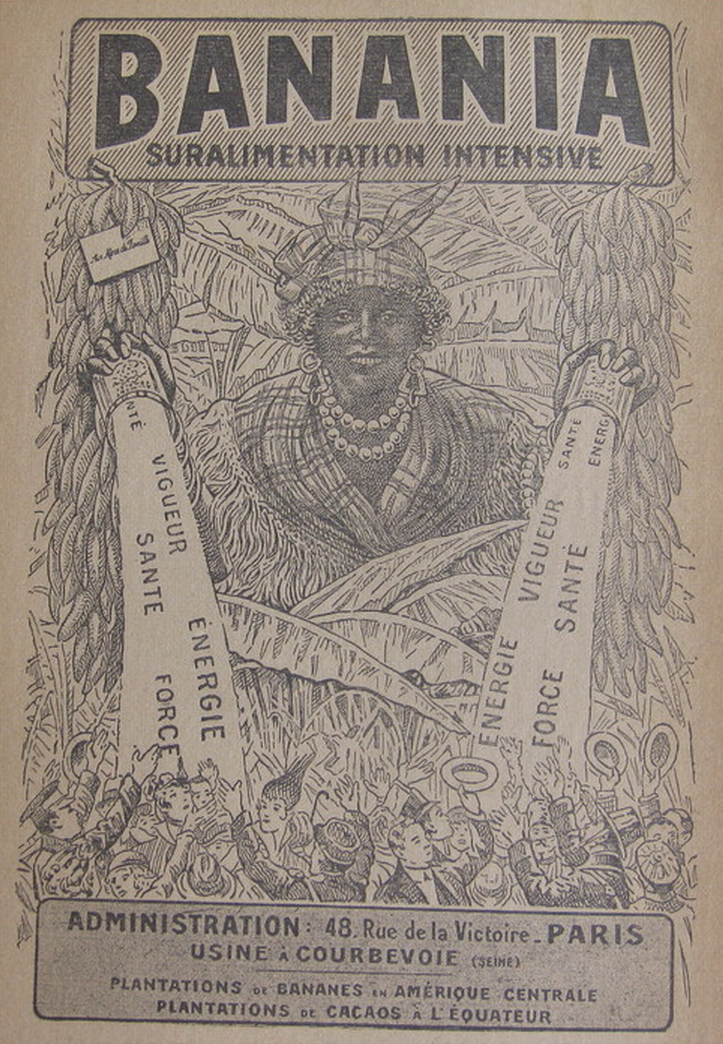
Premier encart publicitaire générique illustré imprimé dans les journaux à partir de 1914, d'après un dessin de H. Tishon.

L’association des deux produits exotiques, le chocolat et la banane, introduite en Europe depuis au moins deux décennies, ancre Banania dans l’univers colonial. Cependant, la tradition des poudres et préparations alimentaires destinées au repas du petit-déjeuner des jeunes gens remonte au moins aux années 1830 quand se met en place une nouvelle économie hygiéniste au sein des sociétés industrielles urbaines à la rencontre des produits coloniaux issus notamment des cultures subsahariennes. Un produit comme le « Racahout des Arabes » inclut dès cette époque le cacao, des féculents et des céréales dans leurs recettes appelées « alimentanaleptiques »,. De nos jours, la « bsissa », mélange de céréales et de graines aromatiques pulvérisé et additionné de miel, est toujours consommé au Maghreb.
Par ailleurs, en 1908, Georges Roure commercialise les premières boissons à base de farine de banane et de cacao sous le nom de « La Banana » et « Banacacao ».

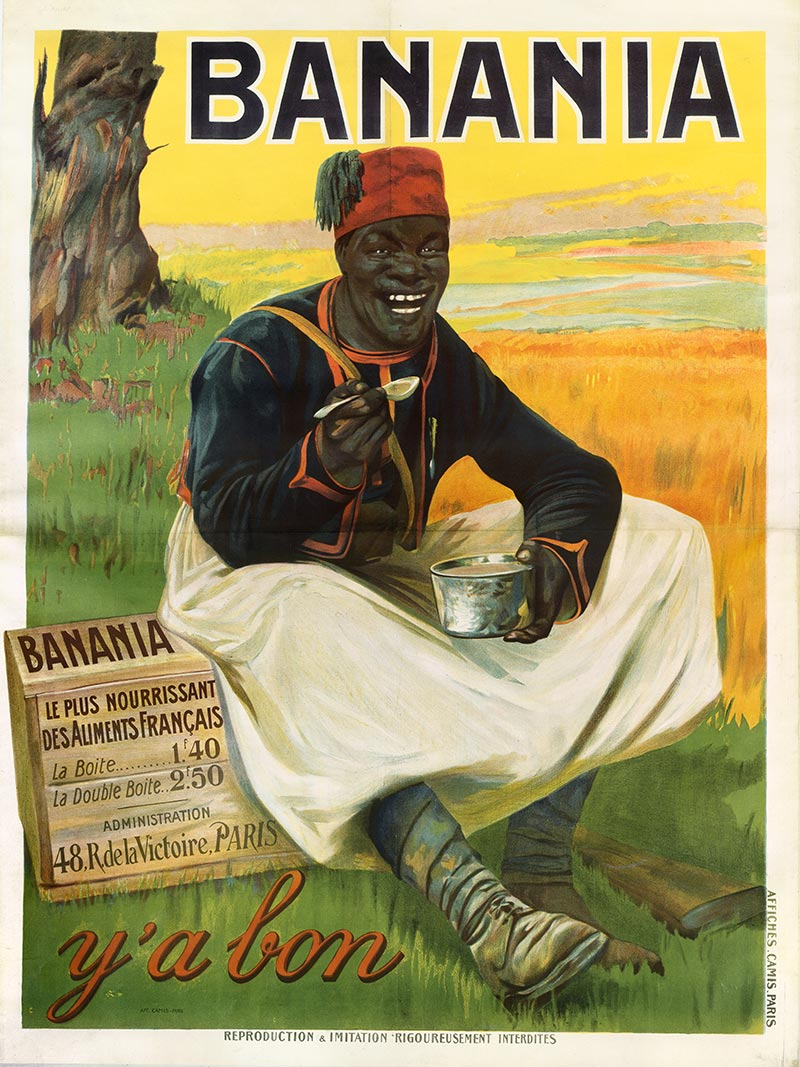
L'ami Y'a bon sur l'affiche publicitaire de la marque Banania, dessiné en 1915 par Giacomo de Andreis.

Le premier symbole de la marque est une femme antillaise dessinée par H. Tishon, puis c’est un poilu imaginé par Maurice Leloir qui devient la signature du produit. Le tirailleur sénégalais coiffé d'une chéchia rouge à pompon bleu est adopté fin 1915, dans le contexte de la Première Guerre mondiale. C'est l'artiste franco-italien Giacomo de Andreis (1885-1952) qui dessine alors ce personnage qui deviendra l'emblème de la marque. Son créateur lui adjoint l'expression « Y a bon » en 1917, surnom attribué aux tirailleurs sénégalais lors de la campagne du Maroc en 1908, et que la presse française avait depuis popularisé.
Dans le contexte du conflit mondial et de la vie quotidienne sur le front, problématique qui mobilise l'ensemble des ressources du pays, Lardet propose que Banania soit « pour nos soldats la nourriture abondante qui se conserve sous le moindre volume possible. » Il envoie également 14 wagons de Banania aux soldats du front dans le but, dit-il, « de leur redonner courage »,. Durant le conflit, Lardet rencontre Louis Guattari sur le front : ce dernier s'en ira plus tard fonder la marque de chocolat Monbana.
Lardet et son produit Banania ne furent pas les seuls à communiquer dans le cadre de cet élan de solidarité nationale : on peut citer la marque Ricqlès, entre autres.

### Développement

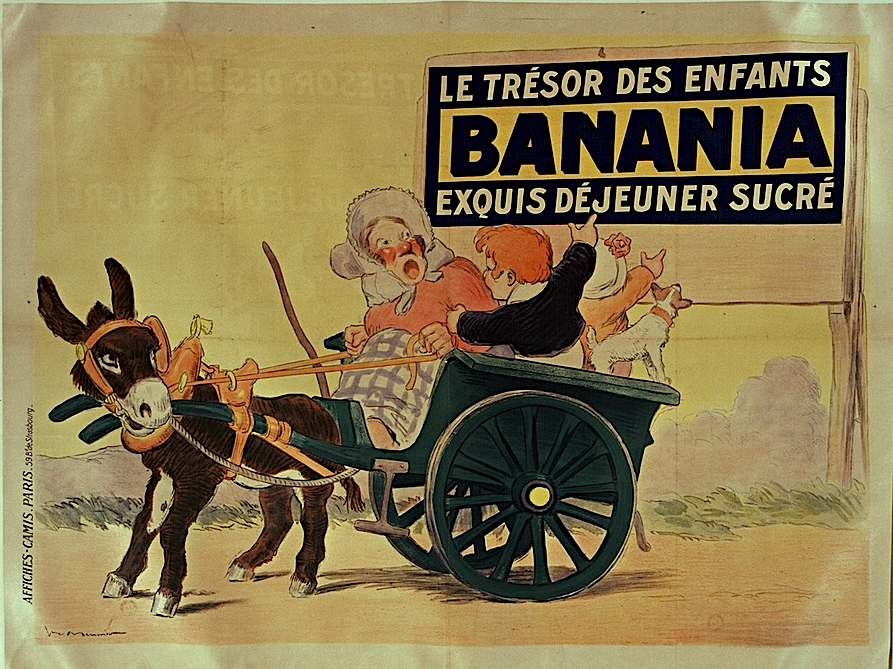
Affiche de 1925 par Georges Meunier, où comme en écho à Benjamin Rabier, le tirailleur a disparu, mais pas pour longtemps.

En 1921, Pierre Lardet s'associe avec l'hôtelier Albert Viallat : ils donnent ensemble un nouvel élan à la marque en développant fortement la publicité. Banania est partenaire des Jeux Olympiques parisien de 1924. Viallat, à l'occasion d'une augmentation de capital cette année-là, devient président du conseil d'administration et Pierre Lardet, devenu minoritaire dans le capital, est mis à l'écart. En 1927, Lardet fait appel à son neveu Albert Lespinasse, ancien directeur d’un palace à Monaco, lequel deviendra PDG de Banania de 1953 à 1972.

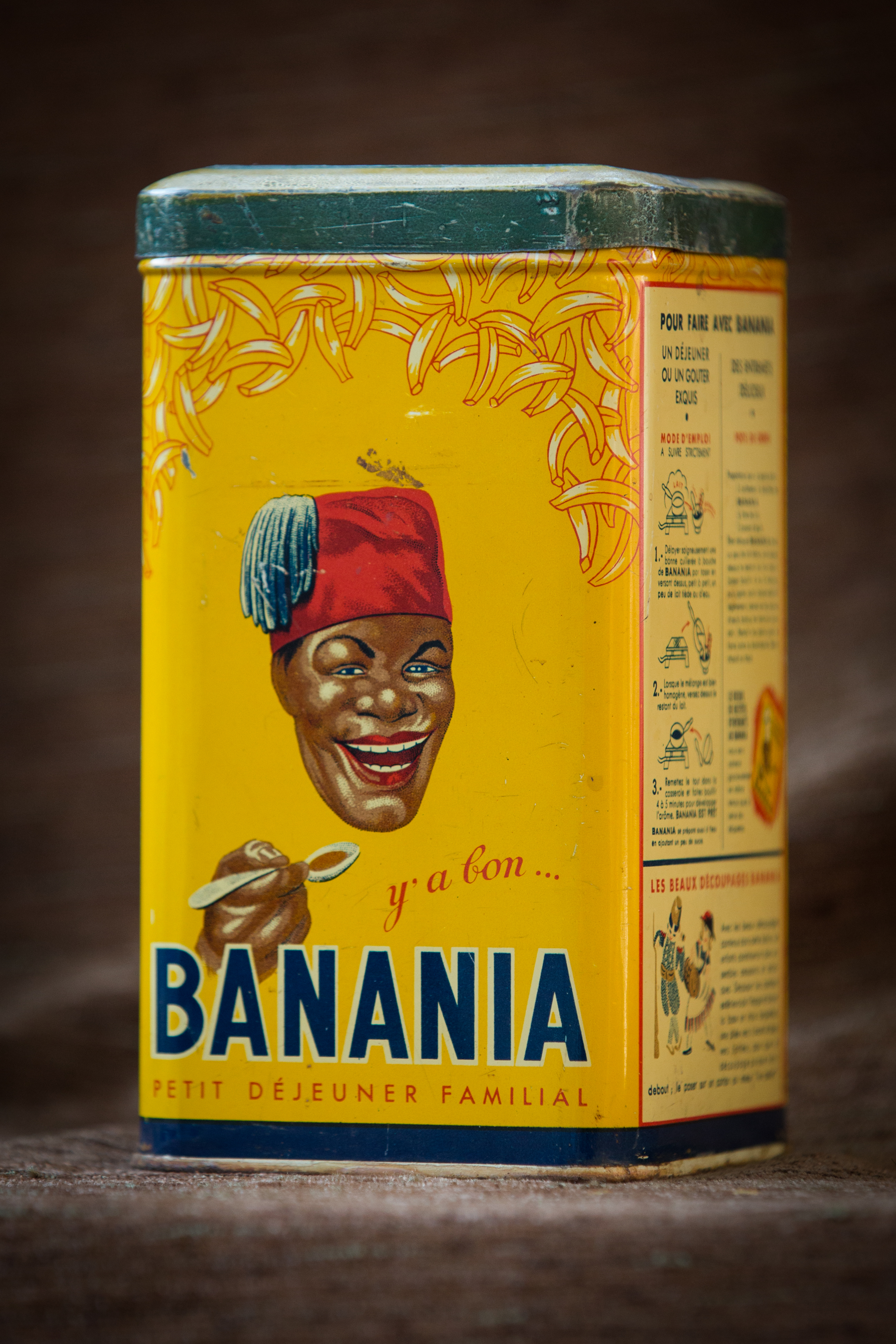
Boîte de Banania sur laquelle apparaît le dessin réalisé par Georges Élisabeth en 1936.

En 1931, Banania possède un stand dans l'Exposition coloniale internationale. Les dessinateurs Sepo ou Vica travaillent ainsi pour Banania dans les années 1930. En 1938, 1 400 tonnes de Banania sont vendues en France[source insuffisante]. Au cours de la Seconde Guerre mondiale, la marque détient 80 % du marché des poudres chocolatés.
La Seconde Guerre mondiale ne freine pas le développement de la marque et, malgré la fermeture de l'usine de Courbevoie en juin 1940, la production reprend en zone libre, à Clermont-Ferrand. À la fin des années 1940, Georges Élisabeth dessine de nouvelles affiches (qui ne dessine plus que le visage, la cuillère et le slogan). Dans les années 1950, c'est Hervé Morvan qui collabore aux campagnes publicitaires de la marque. Jacques Bazaine prend sa suite. Dans les années 1950, l'entreprise vend 5 000 tonnes de Banania par an. 
En 1968, pour les chocolats en poudre en France, la part de marché de Banania s'élève à 30 % avec un volume de vente s'élevant à 10 000 tonnes, la marque étant concurrencée par Poulain et Nesquik[source insuffisante]. Dans les années 1970, les usines produisent plus de 100 000 boîtes d'un kilogramme et 400 000 boîtes de 250 grammes de Banania en carton. Benco voit alors le jour en 1967, créé par Banania. En 1967, Banania est vendu au groupe pharmaceutique Midy. Le slogan et le logo historique sont abandonnés à cette occasion. Un modèle plus stylisé dit « jaune tête écusson » remplace alors le précédent. L'entreprise sponsorise alors de 1984 à 1986 le maillot jaune du Tour de France. Elle fait une nouvelle apparition remarquée sur le Tour en 2003.

### Déclin et renaissance
Clin-Midy vend la marque à Bestfoods en 1988, puis elle passe dans les mains d'Unilever lors du rachat de Bestfoods en 2000. Mais n'ayant jamais fait partie des priorités de ces groupes internationalisés car trop centrée sur le marché français, le leader du chocolat instantané des années 1970 voit peu à peu ses ventes fondre, pour ne plus représenter en 2004 que 8 % de parts de marché, loin derrière ses concurrents Nesquik et Poulain. 
Depuis 2003, la marque est la propriété de la holding française Nutrial. Celle-ci a racheté Banania en même temps que les marques Benco et Yabon à Unilever. Pierre-Hervé Gautier, président de Nutrial, avait alors pour ambition de capitaliser sur la notoriété et le capital sympathie d'une des marques les plus connues en France. L'opération reçoit le soutien financier de Cdc Ixis Services et Electropar.
Malgré quelques débuts difficiles liés au « packaging », renvoyant à un contexte colonialiste français, à la représentation des Noirs, au passé militaire, et qui entraîna un procès, Banania renaît grâce à une part de marché de 15 % en 2006. Depuis la cession en 2005 de la marque de crèmes dessert Yabon et de son usine de Verneuil-sur-Avre, toute la production se concentre sur l'unique site de Faverolles. Les objets publicitaires Banania, très nombreux, sont des objets de collection courants. Thermomètres, boîtes métalliques, affiches, présentoirs, porte-clefs ou puzzles par exemple.
En janvier 2017, la direction du groupe est confiée à Catherine Hostein.
Rentrée 2017 : lancement de capsules de Banania, compatibles avec le système multi boissons Dolce Gusto (propriété de Nestlé).
Fin novembre 2018 est présenté un plan de réorganisation industrielle pour faire face au déclin progressif des ventes de chocolat en poudre et la fermeture de l'usine de Faverolles est évoquée.
Le 12 mars 2019, après un premier rejet fin février, le plan social est validé pour la dernière usine produisant du Banania en France, située à Faverolles dans la Somme. La fermeture du site, qui emploie 40 salariés, a lieu le 15 avril suivant.

## Controverses sur «Y'a bon» en 2006-2011
« Je ne laisserai pas la parole aux ministres, et pas aux généraux. Je ne laisserai pas — non ! — les louanges de mépris vous enterrer furtivement. Vous n’êtes pas des pauvres aux poches vides sans honneur. Mais je déchirerai les rires Banania sur tous les murs de France. »
— Léopold Sédar Senghor, Hosties noires (1948)
Le slogan historique de la marque était jusqu'en 1977 « Y'a bon Banania » prononcé par un tirailleur sénégalais. Selon la légende, ce slogan proviendrait d'un tirailleur sénégalais blessé au front et embauché dans l'usine de Courbevoie. Goûtant le produit il aurait déclaré en « moi y'a dit » : « Y'a bon ». Depuis les années 1970, le slogan a été de plus en plus critiqué comme porteur des stéréotypes racistes qui ont nourri la caricature du Noir de l'époque (sourire niais, ami des enfants donc grand enfant et incapable de s'exprimer correctement dans une langue française qu'il se doit de manier) et symbole potentiel du colonialisme (tout comme sa mascotte « L'ami Y'a bon »).
En 2003, quand la holding française Nutrial rachète la marque Banania à Unilever, elle utilise à nouveau ce slogan et ce visuel, ce qui lui a été reproché par des associations comme le Collectif des Antillais, Guyanais et Réunionnais. En 2006, un accord a été trouvé et le slogan a été à nouveau retiré des produits dérivés de la marque.
Le Mouvement contre le racisme et pour l'amitié entre les peuples (MRAP) a obtenu le 19 mai 2011 devant la cour d'appel de Versailles que Nutrimaine, société titulaire de la marque Banania, fasse cesser la vente de produits portant le slogan « Y'a bon ». Dans son arrêt, la cour a considéré que la société Nutrimaine devra faire disparaître « sous quelque forme et quel que soit le moyen, la fabrication et la commercialisation de toute illustration sur laquelle apparaîtrait » la fameuse phrase. Elle a prononcé une astreinte de 20 000 euros par jour par infraction constatée.